# Мост плачущих детей

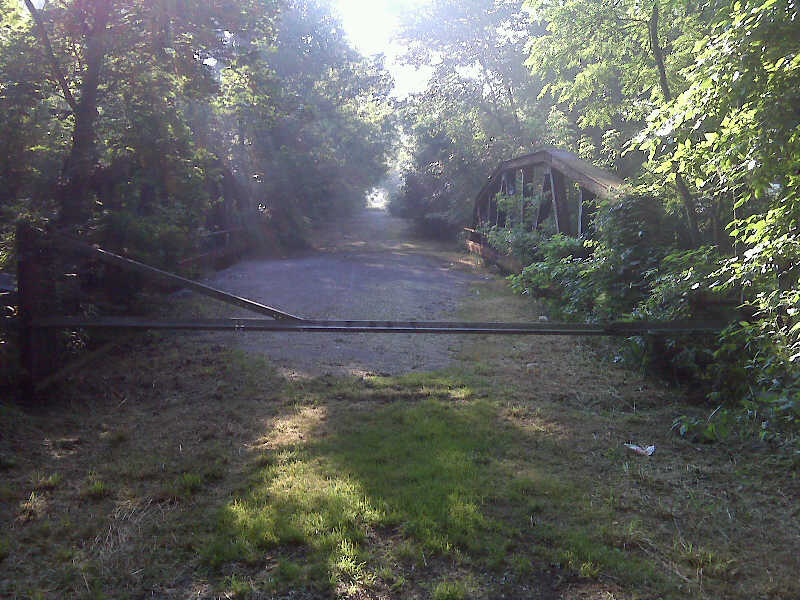
Один из подобных мостов, носящий название «Мост плачущих детей», Египетская дорога, Салем, Огайо.

Мост плачущих детей (англ. Crybaby Bridge) — популярный мотив в американском фольклоре, особенно в городских легендах, который описывает мосты через реку, около которых часто слышны детские крики или плач. Часто с подобными историями связаны мистические легенды о гибели или утоплении детей в этом месте.

## Изучение
В 1999 году фольклорист Джесси Глэсс опубликовал труд, в котором доказал, что ряд подобных мостов появились лишь благодаря рекламе в интернете, хотя первоначально они указывались как подлинная часть американского фольклора. С другой стороны, в книге Weird U.S.: Your Travel Guide to America’s Local Legends and Best Kept Secrets авторы Марк Моран и Марк Скюрмен утверждают, что некоторые мосты способны превратить скептиков в верующих в мистику моста, хотя они не сообщают информаторов и в целом повторяют стандартные элементы подобных легенд.